# Pernille Langeberg
Pernille Langeberg (født 9. juli 1971 i Aalborg) er en dansk jurist som fra 27. oktober 2023 er departementschef i Forsvarsministeriet.
Langeberg er uddannet cand.jur. fra Århus Universitet i 1998 og har blandt andet været stabsdirektør i Forsvarsministeriet og kontorchef i Forsvarsministeriet og Forsvarskommandoen. Hun var fungerede departementschef i Forsvarsministeriet fra august 2023 efter Morten Bæk, som blev hjemsendt i forbindelse med den såkaldte Elbit-sag, og blev fast udnævnt som departementschef 27. oktober 2023-
Hun er ridder af første grad af Dannebrog.